# Sonate K. 428
La sonate K. 428 (F.374/L.131) en la majeur est une œuvre pour clavier du compositeur italien Domenico Scarlatti.

## Présentation
La sonate en la majeur, K. 428, forme une paire contrastée (présente dans tous les manuscrits, sauf Vienne) avec la suivante, plus lyrique, alors que celle-ci est plus austère dans l'écriture. L'œuvre est générée par un motif donné à la fin de l'ouverture montant comme un escalier, puis descendant. Scarlatti y joue avec des pédales graves et des répétitions obstinées. Elle ne compte que 48 mesures. Sa deuxième section est plus ramassée, répétant inlassablement le thème, presque à toutes les mesures.

## Manuscrits
Le manuscrit principal est le numéro 11 du volume X de Venise (1755), copié pour Maria Barbara ; l'autre étant Parme XII 18. Les autres sources sont Münster II 35 et Vienne G 46.

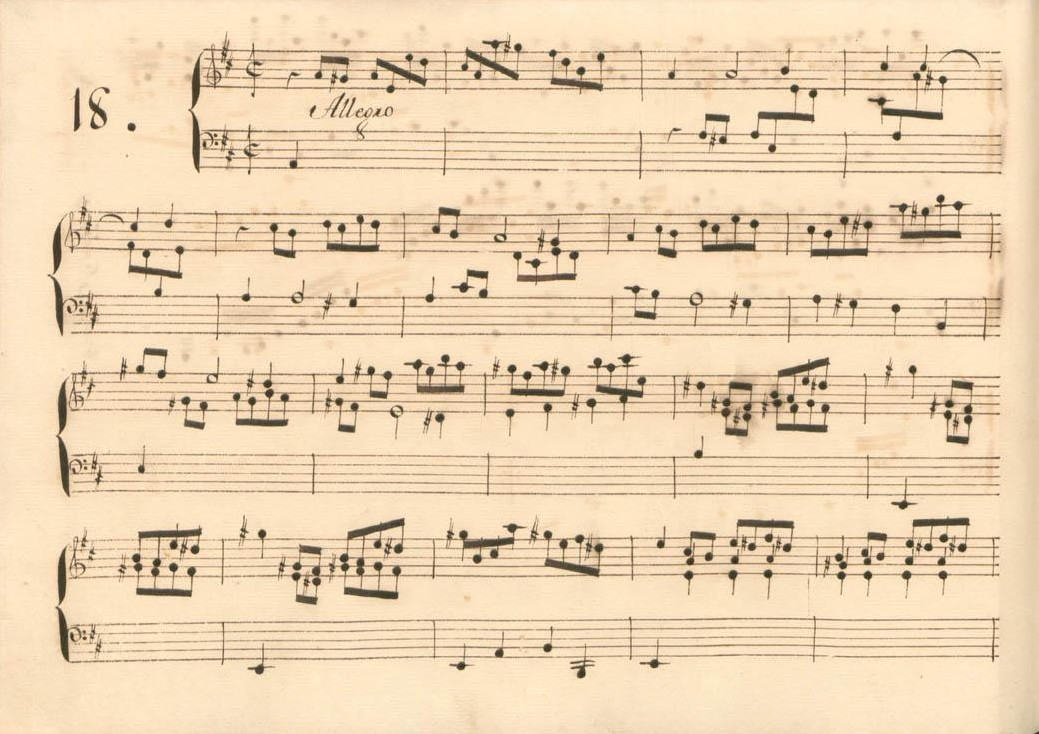
Parme XII 18.
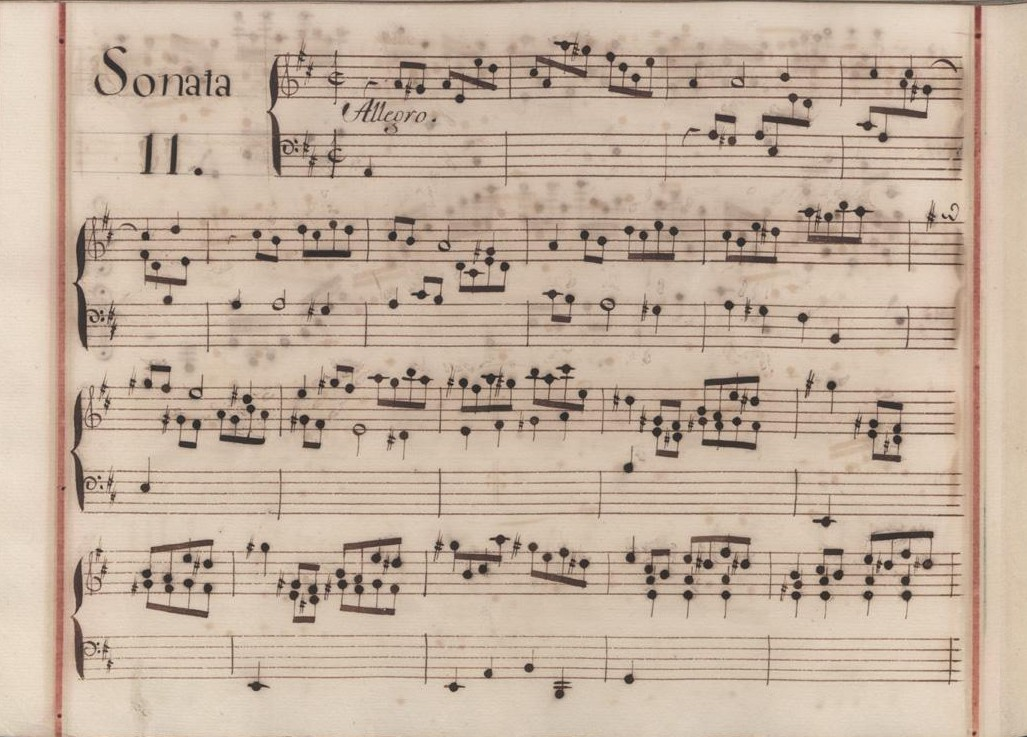
Venise X 11.

## Interprètes
La sonate K. 428 est peu jouée par les pianistes. Cependant, en 2017, Angela Hewitt l'a interprétée pour Hyperion. Au clavecin — outre Scott Ross (Erato, 1985) — elle est enregistrée par Colin Tilney (1979, L'Oiseau Lyre/Decca) sur un très beau clavecin Vincenzio Sodi de 1782, ainsi que par Richard Lester (2003, Nimbus).

## Sources
: document utilisé comme source pour la rédaction de cet article.
- Ralph Kirkpatrick (trad. de l'anglais par Dennis Collins), Domenico Scarlatti, Paris, Lattès, coll. « Musique et Musiciens », 1982 (1re éd. 1953 (en)), 493 p. (OCLC 954954205, BNF 34689181).
- Alain de Chambure, « Domenico Scarlatti : Intégrale des sonates — Scott Ross », p. 216–217, Erato (2564-62092-2), 1985 (OCLC 891183737) ..